# Толеп
Толе́п (каз. Төлеп) — село у складі Бейнеуського району Мангистауської області Казахстану. Адміністративний центр та єдиний населений пункт Толепської сільської адміністрації.
У радянські часи село називалось Каменний.
Населення — 966 осіб (2021; 876 у 2009, 841 у 1999, 745 у 1989).